# Augustin
Augustin je muško ime ili prezime. Povezano je s imenom August, od latinskoga augustus 'uzvišen'.

## Pozadina i značenje
Ime je izvedeno iz imenā rimskih careva.

## Imendan
- 28. kolovoza Augustin, Tin, Gustav (po rimokatoličkom kalendaru)

## Varijacije
- engleski: August,  Austin, Augustine
- francuski: Auguste
- talijanski, španjolski, portugalski: Augusto, Agostino
- nizozemski: Guus, Augustijn, Austen ,Stijn
- latinski: August
- slovenski: Avgust
- njemački: August, Gustav, Gusti, Gustl

## Poznati nositelji imena
- Aurelije Augustin (* 354. – 430.), svetac i crkveni naučitelj
- August Cesarec (* 1893. – 1941.), hrvatski književnik, publicist i politički djelatnik
- Augustin Kažotić (* 1260. – 1323.), blaženik, redovnik dominikanac, zagrebački biskup
- Augusto Pinochet (* 1915. – 12006.), bivši diktator u Čileu.
- Auguste Rodin (* 1840. – 1917.), francuski kipar
- August Šenoa (* 1838. – 1881.), hrvatski romanopisac, pripovjedač, pjesnik, kritičar i feljtonist.
- Gustav Mahler (* 1860. – 1911.), austrijski skladatelj i dirigent češkog podrijetla.
- Tin Ujević (* 1891. – 1955.), hrvatski pjesnik

- Ionel Augustin (* 1955.), rumunjski nogometaš

### Ostalo
- Mjesec kolovoz je dobio ime po imenu August